# Piazzale Principessa Clotilde
Piazzale Principessa Clotilde è una piazza della città di Milano.

## Descrizione

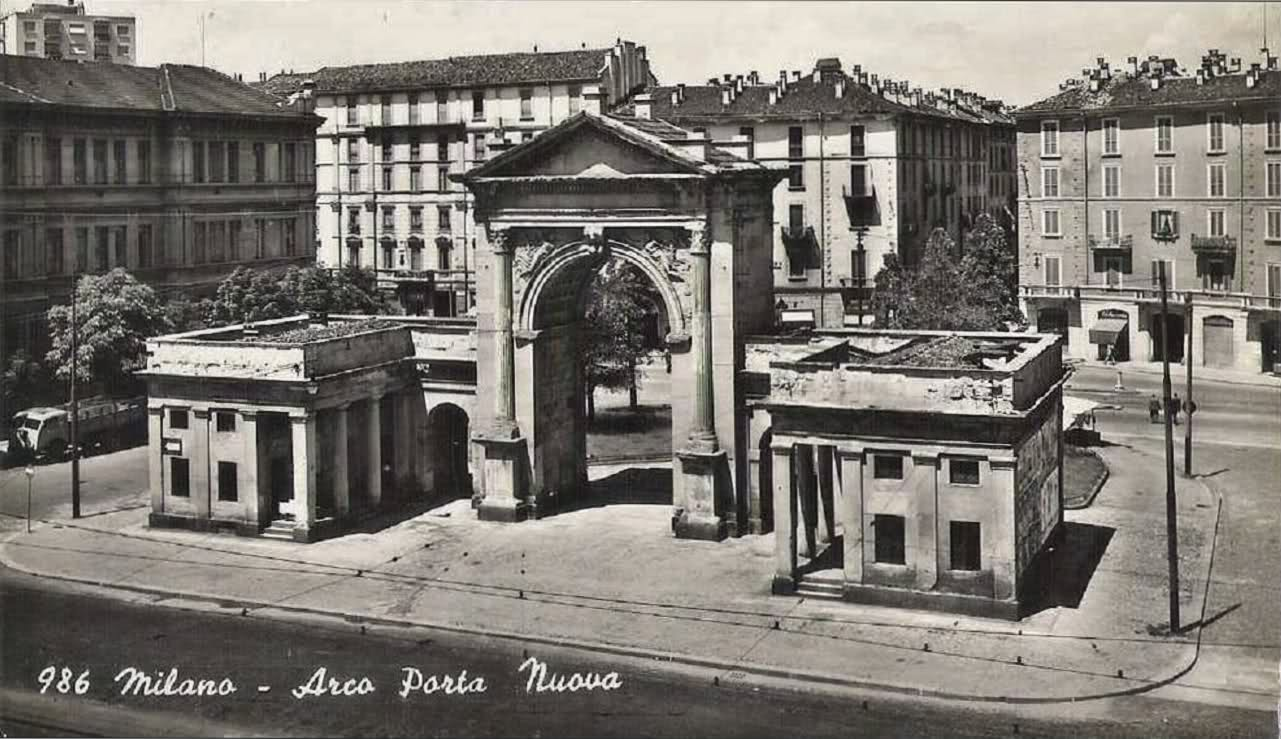
Piazzale Principessa Clotilde negli anni cinquanta. Si noti il vecchio palazzo che completava l'emiciclo (a est della via Vespucci), sostituito in seguito da un edificio moderno

È il proseguimento dei Bastioni di Porta Nuova ed è collocata lungo le antiche mura spagnole, oggi demolite. È prospiciente all'ospedale Fatebenefratelli e Oftalmico. Al centro del piazzale si erge Porta Nuova. 
In origine la Porta era compresa nelle mura spagnole, erette nel XVI secolo. La piazza è intitolata alla principessa Maria Clotilde di Savoia, figlia primogenita del primo re d'Italia Vittorio Emanuele II e moglie di Napoleone Giuseppe Carlo Paolo Bonaparte.
La piazza è stata recentemente oggetto di riqualificazione tra aprile e giugno 2012, con rifacimento di pavimentazione e marciapiedi.

## Trasporti
- Garibaldi FS
- Moscova
- Repubblica
- Stazione di Milano Porta Garibaldi
- Stazione di Milano Porta Garibaldi sotterranea
- Stazione di Milano Repubblica